# Columnea gallicauda
Columnea gallicauda är en tvåhjärtbladig växtart som beskrevs av Wiehler. Columnea gallicauda ingår i släktet Columnea och familjen Gesneriaceae. Inga underarter finns listade i Catalogue of Life.